# Ластебасе
Ластебасе је насеље у Италији у округу Виченца, региону Венето.
Према процени из 2011. у насељу је живело 136 становника. Насеље се налази на надморској висини од 568 м.

## Становништво
| 1951. | 1961. | 1971. | 1981. | 1991. | 2001. | 2011. |
| ----- | ----- | ----- | ----- | ----- | ----- | ----- |
| 636   | 582   | 466   | 319   | 287   | 243   | 229   |